# 察里津战役
察里津战役（俄语：Оборона Царицына）是俄国内战期间发生在察里津（今伏尔加格勒）的一场战役。

## 经过
1918年秋季，俄国白军在彼得·尼古拉耶维奇·克拉斯诺夫的率领下，包围了苏维埃政权的重要粮食基地察里津。当地布尔什维克首领绝望地向莫斯科请求增援，但仅仅收到了坚守城市的命令。
军事委员会主席约瑟夫·斯大林违背莫斯科的命令，实行极端政策，对当地原沙皇军官进行清洗，导致察里津陷于危险。10月，斯大林遭托洛茨基、斯维尔德洛夫、列宁免职并被召回到莫斯科，伏罗希洛夫则负责领导第十军。托洛茨基后抵达察里津取代了斯大林。从高加索召集的由德米特里·日洛巴的“钢铁师”急行军从后方出其不意击败白军，解除了察里津之围。此次主力会师后来加强了城市周围的防卫。
1919年6月，安东·邓尼金的白军在英国人埃文·卡梅伦·布鲁斯所率的坦克志愿军的帮助下占领了察里津。但随即斯大林和伏罗希洛夫率领的红军，在收到刚刚从莫斯科得来的武器和补给之后全力攻城，于1920年1月重新夺回察里津。被击败的白军由于伤亡惨重并且有被歼灭的危险，被迫退到克里米亚半岛。

## 后续影响
此次胜利后来被苏联政府宣传为斯大林打的重要胜仗，是斯大林挽救了这座城市。
1925年，察里津被改名为斯大林格勒，以纪念斯大林的功绩。此城市在二战期间也发生过著名而血腥的斯大林格勒保卫战。1961年，赫鲁晓夫发起去斯大林化政策，此城市又被改名为伏尔加格勒。
电影《保卫察里津》讲述的就是这场战役的历史。